# کلمبیا (کنتاکی)
کلمبیا (به انگلیسی: Columbia) شهری در ایالت کنتاکی کشور ایالات متحده آمریکا است که جمعیت آن در سرشماری سال ۲۰۱۰ میلادی، ۴٬۴۵۲ نفر بوده‌است.